# Jean van den Branden de Reeth

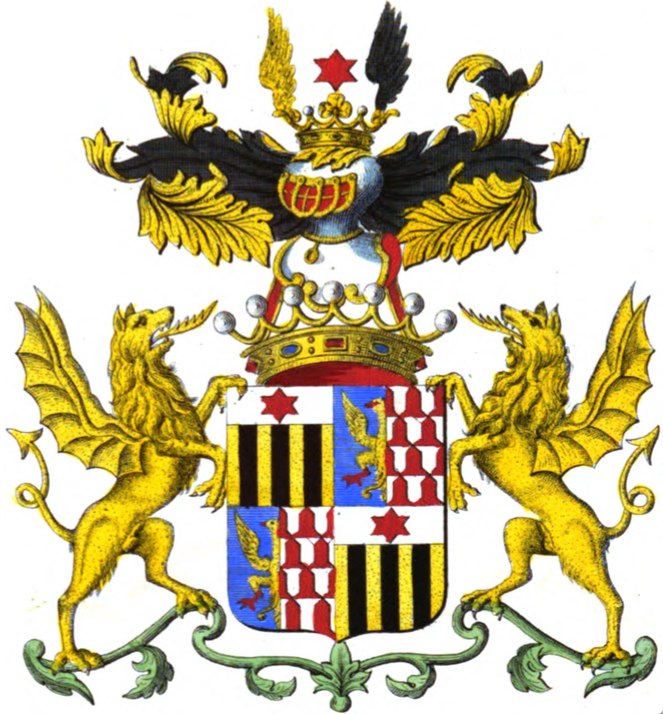
Wapen van de familie van den Branden

Jean Henri Pierre van den Branden de Reeth (Mechelen, 28 juni 1762 - 26 november 1826) was een Zuid-Nederlands edelman.

## Geschiedenis
- Onder koning Karel II van Spanje werd in 1689 adelsverheffing verleend aan Jean van den Branden, secretaris van de Grote Raad van Mechelen, die in 1691 de titel ridder kreeg.
- Cornelius Johannes van den Branden, heer van Reet, licentiaat in de rechten, zoon van Jean, verkreeg onder keizer Karel VI in 1717 adelsbevestiging met de titel van ridder van het Heilige Roomse Rijk, overdraagbaar op alle mannelijke afstammelingen. Het decreet werd in de Oostenrijkse Nederlanden in 1734 herroepen.

## Levensloop
- Jean Henri van den Branden was een kleinzoon van Cornelius Johannes van den Branden en een zoon van Jean Corneille van den Branden, heer van Reeth, en van Sabine Lunden. Hij trouwde achtereenvolgens in 1786 met Caroline de Berberich (1765-1805) en in 1805 met Marie de Veyder Malberg (1776-1854). In de Franse tijd was hij onderprefect voor Mechelen. In 1823 werd hij erkend in de erfelijke adel onder het Verenigd Koninkrijk der Nederlanden met de titel ridder, overdraagbaar op alle mannelijke afstammelingen. Hij had zeven kinderen uit zijn eerste en vijf kinderen uit zijn tweede huwelijk.
  - Felix van den Branden de Reeth (1809-1867), schepen en arrondissementscommissaris van Mechelen, volksvertegenwoordiger, heeft nakomelingen tot heden.